# آلي كيك
آلي كيك (بالإنجليزية: Allie Kiick)‏ مواليد 30 يونيو 1995 في فورت لاودردال، فلوريدا، الولايات المتحدة، هي لاعبة كرة مضرب أمريكية وتحتل حالياً المرتبة 248 (يوليو 27, 2015) في تصنيف رابطة محترفات كرة المضرب. أعلى تصنيف لها في الفردي كان 137. أعلى تصنيف لها في الزوجي كان 214.

## النهائيات

### الفردي (4–2)
| الحصيلة | الرقم | التاريخ         | الدورة                         | الأرضية | المنافس           | النتيجة            |
| ------- | ----- | --------------- | ------------------------------ | ------- | ----------------- | ------------------ |
| الفوز   | 1.    | سبتمبر 26, 2011 | جزيرة اميليا، الولايات المتحدة | ترابية  | شالنا شول         | 6–7(5–7), 6–2, 6–3 |
| الفوز   | 2.    | مارس 4, 2013    | غينزفيل، الولايات المتحدة      | ترابية  | كاثرين كرامبروفا  | 7–5, 6–1           |
| الوصافة | 1.    | أبريل 22, 2013  | شارلوتسفيل، الولايات المتحدة   | ترابية  | شيلبي روجرز       | 3–6, 5–7           |
| الفوز   | 3.    | ديسمبر 16, 2013 | ماردة، المكسيك                 | صلبة    | أجلا توملجانوفيتش | 3–6, 7–5, 6–0      |
| الوصافة | 2.    | يناير 20, 2014  | دايتونا بيتش، الولايات المتحدة | ترابية  | آنا تاتيشفيلي     | 1–6, 3–6           |
| الفوز   | 4.    | أبريل 27, 2015  | شارلوتسفيل، الولايات المتحدة   | ترابية  | كاترينا ستيوارت   | 7–5, 6–7(3–7), 7–5 |

### الزوجي (1–5)
| الحصيلة | الرقم | التاريخ         | الدورة                        | الأرضية | الشريك         | المنافس                             | النتيجة                |
| ------- | ----- | --------------- | ----------------------------- | ------- | -------------- | ----------------------------------- | ---------------------- |
| الوصافة | 1.    | أكتوبر 24, 2011 | بايامون، بورتوريكو            | صلبة    | فيكتوريا دوفال | شانيل سيموندز أجلا توملجانوفيتش     | 3–6, 1–6               |
| الوصافة | 2.    | فبراير 4, 2013  | لاونسستون، أستراليا           | صلبة    | ايرين روتليف   | كسينيا ليكينا إميلي ويبلي سميث      | 5–7, 3–6               |
| الفوز   | 1.    | يوليو 22, 2013  | وينيبيغ, كندا                 | صلبة    | هايدي الطباخ   | سامانثا موراي جيد ويندلي            | 6–4, 2–6, [10–8]       |
| الوصافة | 3.    | سبتمبر 9, 2013  | ردينغ، الولايات المتحدة       | صلبة    | جيكلين كاكو    | روبن أندرسون لورين إمبري            | 4–6, 7–5, [7–10]       |
| الوصافة | 4.    | أكتوبر 14, 2013 | روك هيل، الولايات المتحدة     | صلبة    | آسيا محمد      | ماريانا دوكي مارينيو ماريا إيروغيين | 6–4, 6–7(5–7), [10–12] |
| الوصافة | 5.    | مارس 17, 2014   | بالم هاربور، الولايات المتحدة | ترابية  | ساتشيا فيكري   | جويا باربييري جوليا كوهين           | 6–7(5–7), 0–6          |

## روابط خارجية
- آلي كيك على موقع رابطة محترفات التنس (الإنجليزية)
- آلي كيك على موقع الاتحاد الدولي لكرة المضرب (الإنجليزية)
- آلي كيك على موقع خلاصة التنس.كوم (الإنجليزية)
- آلي كيك على موقع إي إس بي إن.كوم (الإنجليزية)